# Semiothisa saburrata
Semiothisa saburrata är en fjärilsart som beskrevs av Achille Guenée 1858. Semiothisa saburrata ingår i släktet Semiothisa och familjen mätare. Inga underarter finns listade i Catalogue of Life.